# 一柳廣孝
一柳 廣孝（いちやなぎ ひろたか、1959年6月9日 - ）は、日本近代文学研究者、横浜国立大学名誉教授。東京女子大学特任教授。

## 来歴
1959年6月、和歌山県に生まれる。1983年、南山大学文学部国文学科を卒業後、名古屋大学大学院文学研究科国文学博士課程に進学。1989年3月に同課程を単位取得満期退学した。
1990年4月から1995年3月まで名古屋経済大学に専任講師として勤めたのち、1995年4月に、横浜国立大学教育学部に助教授として着任。1999年4月からは東京学芸大学大学院連合学校教育学研究科の助教授も併任し、後進の指導にあたる。
2006年4月には、教授へと昇任し、横浜浜国立大学教育人間科学部および東京学芸大学大学院連合学校教育学研究科の教授となる。
2012年8月に、谷口基、近藤瑞木とともに怪異怪談研究会を発足し、2025年3月まで同研究会の代表を務める。
2015年7月31日には、博士論文「無意識という物語 : 近代日本と「心」の行方」が受理され、名古屋大学より博士（文学）の学位を取得した。
心霊、催眠術、無意識など霊イメージを扱った近現代日本文学を研究分野とする一方、ライトノベル研究のフォーマット整備も行うなど、幅広い研究活動を展開している。怪異怪談研究会によって2025年5月に開催された「一柳廣孝を考える会」では、一柳による一連の研究を「文学」「心霊・怪異」「文化史（心霊以外の、ライト文芸やメディアミックスなど）の３つのカテゴリーに分類した。

## 著書
単著
- 『<こっくりさん>と<千里眼>：日本近代と心霊学』講談社〈講談社選書メチエ〉、1994年。
- 『催眠術の日本近代』青弓社、1997年。
- 『無意識という物語：近代日本と「心」の行方』名古屋大学出版会、2014年。
- 『怪異の表象空間：メディア・オカルト・サブカルチャー』国書刊行会、2020年。

編著
- 『心霊写真は語る』青弓社〈写真叢書〉、2004年。
- 『「学校の怪談」はささやく』青弓社、2005年。
- 『浅草の見世物・宗教性・エロス』ゆまに書房〈コレクション・モダン都市文化第11巻〉、2005年。
- 『オカルトの帝国 1970年代の日本を読む』青弓社、2006年。

共編著
- 安藤恭子、奥山文幸共編 編『近代日本心霊文学誌』つちのこ書房、2004年。
- 久米依子、内藤千珠子、吉田司雄共編 編『文化のなかのテクスト カルチュラル・リーディングへの招待』双文社出版、2005年。
- 吉田司雄共編著 編『ホラー・ジャパネスクの現在』青弓社〈ナイトメア叢書〉、2005年。
- 吉田司雄共編著 編『幻想文学、近代の魔界へ』青弓社〈ナイトメア叢書〉、2006年。
- 吉田司雄共編著 編『妖怪は繁殖する』青弓社〈ナイトメア叢書〉、2006年。
- 安藤恭子、奥山文幸共編 編『霊を読む：近代日本心霊文学セレクション』蒼丘書林、2007年。
- 吉田司雄共編著 編『映画の恐怖』青弓社〈ナイトメア叢書〉、2007年。
- 吉田司雄共編著 編『霊はどこにいるのか』青弓社〈ナイトメア叢書〉、2007年。
- 吉田司雄共編著 編『女は変身する』青弓社〈ナイトメア叢書〉、2008年。
- 久米依子共編著 編『ライトノベル研究序説』青弓社、2009年。
- 近藤瑞木共編 編『幕末明治百物語』国書刊行会、2009年。
- 吉田司雄共編著 編『闇のファンタジー』青弓社〈ナイトメア叢書 7〉、2010年。
- 吉田司雄共編著 編『天空のミステリー』青弓社〈ナイトメア叢書 8〉、2012年。
- 久米依子共編著 編『ライトノベル・スタディーズ』青弓社、2013年。
- 会津信吾、奥山文幸共編 編『霊を知る：近代日本心霊文学セレクション』蒼丘書林、2014年。

## 参考
- 怪異怪談研究会 編『一柳廣孝　研究業績一覧』（初版）怪異怪談研究会、2025年5月24日。ISBN 978-4-9912264-1-0。
- 一柳廣孝 - J-GLOBAL
- 一柳廣孝 - researchmap